# Степанов, Анатолий Васильевич
Анатолий Васильевич Степанов (5 декабря 1938, с. Канищево — 19 января 2021, Рязань) — советский и российский художник-фантаст, график, член Союза художников России.

## Биография
Родился 5 декабря 1938 года в селе Канищево Рязанского района Рязанской области (ныне входит в составе Рязани). В 1962 году поступил в Рязанское художественное училище, где среди его преподавателей был П. И. Будкин.
После окончания РХУ, в 1967 году принят на работу художником в Дом политического просвещения Рязанского обкома КПСС. Работал в художественно-производственных мастерских Рязанского отделения Художественного фонда РСФСР.
С 1970 года — постоянный участник областных, региональных, республиканских и всесоюзных художественных выставок. Член Рязанского союза художников и Союза художников РСФСР. С 1995 года был членом Союза художников России.
Работал в стиле космического искусства, выполняя графические полотна преимущественно темперой. Его космические пейзажи представляют собой философские раздумья о Вселенной, месте и роли человека в системе мироздания.
Картины Степанова находятся в Рязанском государственном областном художественном музее им. И. П. Пожалостина и частных коллекциях.
В 2018 году Степанов был отмечен Благодарностью от председателя Союза художников России А. Н. Ковальчука за большой вклад в развитие изобразительного искусства Российской Федерации.
Награждён знаком Губернатора Рязанской области «240 лет Рязанской губернии».
Ушёл из жизни 19 января 2021 года после тяжёлой болезни.

## Отзывы о творчестве
Александр Бабий, художник-педагог, публицист: «Наш современник, рязанский художник-фантаст Анатолий Васильевич Степанов выполнил свою творческую серию художественных работ, которые просто уникальны в своей философской глубине. Космос им осмыслен как цельная данность».
Ирина Позднякова, главный редактор журнала «Луч Фомальгаута»: «Первые его картины были созданы под впечатлением от любимых фантастических романов. Однако в дальнейшем художник отошёл от чисто иллюстративных работ. В его темперных листах (именно темпера — любимый материал Степанова) стало больше проявляться философское начало».
В. Л. Грушо-Новицкий, председатель Рязанского союза художников: «Во всех фантастических работах Анатолия Степанова воображаемое сливается с реальным. Художник пронёс детское восприятие через всю жизнь, обогатив его профессиональным мастерством».

## Выставки
- 1977 — Областная художественная выставка в 60-летию Великого Октября, г. Рязань[12]
- 1978 — Выставка в Доме художника, г. Рязань[13]
- 1980 — V зональная художественная выставка «Художники Нечерноземья», г. Рязань[14][15]
- 1980 — VI республиканская художественная выставка «Советская Россия», г. Москва[16][17][18]
- 1982 — Персональная выставка «Космос» в школе № 2, г. Рязань
- 1985 — VI региональная художественная выставка «Художники Нечерноземья», г. Кострома
- 1986 — Всесоюзная художественная выставка «Космос на службе мира» к 25-летию полёта в космос Ю. Гагарина, г. Москва
- 1987 — Персональная выставка «Космос» в кинотеатре «Родина», г. Рязань
- 1988 — Персональная выставка в Рязанском государственном областном театре кукол, г. Рязань
- 1990 — VII зональная художественная выставка «Художники Центральных областей России», г. Владимир
- 1990 — Юбилейная выставка, посвящённая 50-летию Рязанской организации Союза Художников России, г. Ленинград
- 1991 — Персональная выставка, посвящённая 50-летию со дня образования Рязанского радиотехнического института, г. Рязань
- 1995 — Юбилейная выставка, посвящённая 950-летию основания Рязани, г. Москва
- 1997 — VIII региональная художественная выставка «Художники центральных областей России», г. Москва
- 1997 — Персональная выставка, посвящённая 140-летию со дня рождения К. Циолковского, Рязанская обл. с. Ижевское
- 2003 — IX Региональная художественная выставка «Художники центральных областей России», г. Липецк
- 2007 — Выставка «Рязанские художники», г. Иваново
- 2008 — Х Региональная художественная выставка «Художники центральных областей России», г. Ярославль
- 2008 — Персональная выставка Анатолия Степанова «Космос» к 70-летию со дня рождения, г. Рязань[19]
- 2008 — Юбилейная выставка, посвящённая 90-летию Рязанского художественного училища, г. Рязань
- 2009 — Персональная выставка А. Степанова «Космос», Центральная Детская Библиотека, г. Рязань
- 2010 — Юбилейная выставка, посвящённая 70-летию Рязанской организации Союза Художников России, г. Москва
- 2010 — Юбилейная выставка «Осень», посвящённая 70-летию Рязанской организации СХ России, г. Рязань
- 2011 — Выставка «Покорение Космоса», посвящённая 50-летию полёта первого космонавта Ю. Гагарина, г. Рязань[20]
- 2011 — Персональная выставка «Космос», Дворец спорта «Олимпийский», г. Рязань
- 2011 — II Всероссийская художественная выставка «Космос на службе мира», г. Рязань
- 2011 — Выставка «От Рязанских просторов до просторов Вселенной», г. Рязань
- 2012 — Персональная выставка в Детской художественной школе № 1, г. Рязань
- 2012 — Выставка «Рязанские художники», г. Орехово-Зуево
- 2012 — Выставка «Портрет», г. Рязань
- 2013 — Передвижная выставка «Рязанские художники»
- 2013 — Выставка к 100-летию Рязанского государственного областного художественного музея им. И. П. Пожалостина
- 2013 — XI Межрегиональная выставка «Художники Центральных областей России», г. Липецк
- 2014 — Всероссийская художественная выставка к 700-летию со дня рождения Преподобного Сергия Радонежского, г. Рязань
- 2015 — Выставка «Литература и изобразительное искусство», г. Рязань
- 2016 — III Всероссийская выставка «Наука и космос на службе мира. Циолковский — Королёв — Гагарин» г. Смоленск
- 2017 — Выставка «Художники Рязани» г. Липецк
- 2017 — Выставка «Бескрайний космос», посвящённая 160-летию со дня рождения К. Э. Циолковского, г. Рязань
- 2018 — Областная художественная выставка Рязанского отделения Союза художников России «Весна», г. Рязань
- 2019 — XII Межрегиональная выставка «Художники центральных областей России», г. Липецк
- 2019 — Областная художественная выставка Рязанского отделения Союза художников России «Весна», г. Рязань
- 2019 — Художественная выставка «С мечтой о космосе» к 190-летию со дня рождения Н. Ф. Фёдорова, г. Сасово
- 2019 — Тематическая художественная выставка «С мечтой о космосе» к 190-летию со дня рождения Н. Ф. Фёдорова, г. Рязань[21]
- 2019 — Областная художественная выставка Рязанского отделения Союза художников России «Осень», г. Рязань
- 2019 — Персональная выставка «Философия Космоса» в Центральной городской библиотеке имени С. А. Есенина, г. Рязань
- 2020 — Областная художественная выставка Рязанского отделения Союза художников России «Осень» г. Рязань
- 2020 — Передвижные выставки, посвящённые 80-летию Рязанского Союза художников